# 泗川駅
泗川駅 （サチョンえき）は、大韓民国慶尚南道泗川市にかつて存在した大韓民国鉄道庁の駅である。

## 歴史
- 1953年5月25日 - 開業[1]。
- 1980年10月1日 - 旅客営業・貨物取扱中止[2]。
- 1990年1月20日 - 廃駅[3]。

## 隣の駅
晋三線
礼下駅 - 泗川駅 - 船津駅